# هوبير ويلتون
هوبير ويلتون (بالهولندية: Huib Wilton)‏ هو لاعب كرة مضرب هولندي، ولد في 12 مارس 1921، وتوفي في 29 أكتوبر 1959 بسبب حادث مرور.